# Cinderella Story – Es war einmal ein Lied

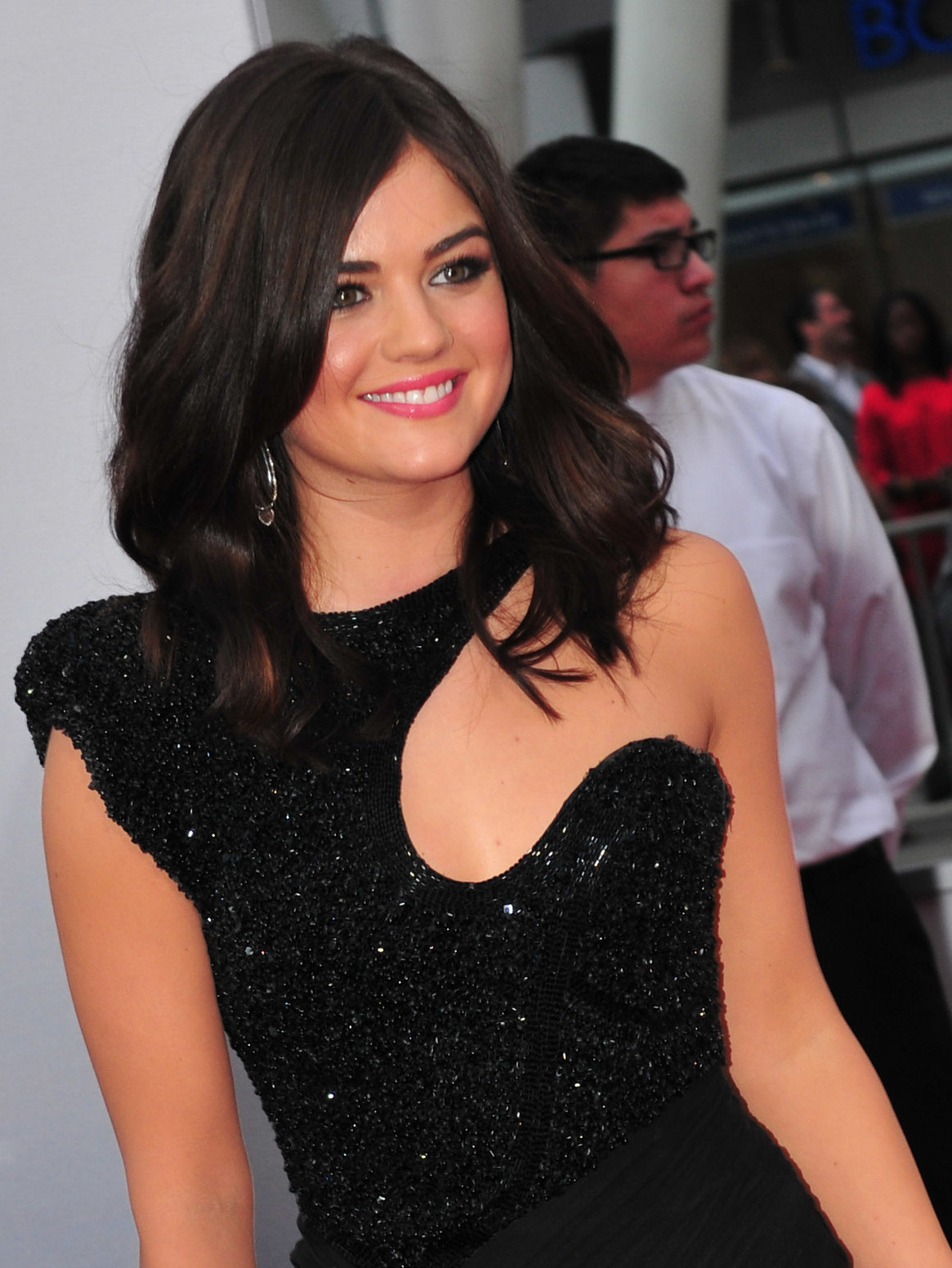
Lucy Hale spielt die Hauptrolle der Katie.

Cinderella Story – Es war einmal ein Lied ist eine romantische Musikkomödie aus dem Jahr 2011 von Regisseur Damon Santostefano. Die Hauptrollen spielten Lucy Hale, Freddie Stroma, Megan Park und Missi Pyle.
Es ist der dritte Teil von der Cinderella Story-Reihe, nach dem Film von 2004 Cinderella Story und der Fortsetzung von 2008 Another Cinderella Story wieder mit den gleichen Themen und Situationen, aber mit anderen Schauspielern. Der Film wurde direkt auf DVD am 6. September 2011 von Warner Premiere veröffentlicht.

## Handlung
Die siebzehnjährige Katie wird ständig von ihrer Stiefmutter Gail und deren Tochter Bev und Sohn Victor schikaniert. Sie muss alles für sie machen und wird zusätzlich auch noch gemobbt (so beschmiert Victor sie mit Ketchup und Senf, später klaut er ihr unter der Dusche ihre Kleidung und Handtuch und sperrt sie schließlich sogar nackt aus).
Doch Katie hat eine wunderbare Stimme und träumt davon, eine erfolgreiche Sängerin zu werden. Eines Tages steckt Katie einem Produzenten heimlich ihr Demo-Track in die Tasche. Er ruft bei ihrer Stiefmutter an um ihr zu sagen, dass ihm die Musik gefällt. Aber dann lügt Gail und sagt, dass die CD von Bev sei. Luke, der Sohn vom Produzenten, in den Katie heimlich verliebt ist, mag auch die Musik und verliebt sich in die Falsche.
Aber Katie gibt nicht auf und versucht ihm zu sagen, dass die CD von ihr ist. Bev kann eigentlich gar nicht singen, aber sie soll den Song bei der Talentshow vortragen. Deshalb will Gail Katies Gesang aufnehmen und Bev soll dazu Playback singen. Wenn Katie nicht einwilligt bekommt sie nie ihr Geld, welches sie von ihrem verstorbenen Vater geerbt hat. Dieses Gespräch wird jedoch von Victor belauscht, der damit die Wahrheit über das Familienvermögen erfährt, das eigentlich Katie gehört, und schämt sich dafür, sie immer so schlecht behandelt zu haben: Immerhin sei sie das einzige Familienmitglied, das jemals gut zu ihm gewesen sei. Und so beschließt er, ihr zu helfen.
Während der Talentshow stellt Victor die Musik ab und alle merken, dass Bev nicht singen kann, und buhen sie aus. Gail will sich jedoch nicht so leicht geschlagen geben und zwingt Katie dazu, hinter der Bühne zu singen, um Bevs Auftritt zu retten. Hinter der Bühne entdeckt dann aber Luke die Vorgänge, filmt Katie beim Singen und offenbart sie dem Publikum als den wahren Star. So finden die beiden doch noch zusammen und singen am Ende gemeinsam.
In einer Post-Credit-Scene erhält schließlich auch Gail ihre gerechte Strafe: Sie verliert ihre Stelle als Schuldirektorin und wird als Country-Sängerin in der Pampa ausgebuht und mit Obst beworfen.

## Besetzung und Synchronisation
Die deutsche Synchronisation entstand unter dem Dialogbuch und der Dialogregie von Gerrit Schmidt-Foß durch die Synchronfirma Splendid Synchron GmbH in Berlin.
| Rolle                       | Darsteller      | Synchronsprecher   |
| --------------------------- | --------------- | ------------------ |
| Katie Gibbs                 | Lucy Hale       | Luisa Wietzorek    |
| Luke Morgan                 | Freddie Stroma  | Till Völger        |
| Gail Van Ravensway          | Missi Pyle      | Irina von Bentheim |
| Beverly „Bev“ Van Ravensway | Megan Park      | Julia Kaufmann     |
| Angela                      | Jessalyn Wanlim | Shanti Chakraborty |
| Victor Van Ravensway        | Matt Lintz      | Joshua Nathan      |
| Ravi / Tony Gupta           | Manu Narayan    | Nico Mamone        |
| Mickey O’Malley             | Titus Makin Jr. | Tobias Müller      |
| Guy Morgan                  | Dikran Tulaine  | Lutz Mackensy      |
| Chormitglied                | Onira Tares     | Rubina Kuraoka     |
| Ms. Plumberg                | Lucy Davenport  | Christin Marquitan |

## Hintergrund
- Der Film basiert auf dem Märchen Aschenputtel, welches im englischen Sprachraum Cinderella heißt. Die Handlung wurde in die heutige Zeit versetzt.
- Die Dreharbeiten fanden in Wilmington statt.
- Erstveröffentlichung auf DVD war in den USA am 6. September 2011, in Deutschland am 9. Dezember 2011

## Musik

### Soundtrack
A Cinderella Story: Once Upon a Song (Original Motion Picture Soundtrack) ist der Soundtrack des Films und wurde am 6. September 2011, dem gleichen Tag wie die Veröffentlichung des Films, von Watertower Musik veröffentlicht. Der Soundtrack wurde von Antonina Armato, Tim James, Devrim Karaoglu und Adam Schmalholz geschrieben und von Rock Mafia produziert.

### Titelliste
| Nr.          | Titel            | Interpret       | Länge |
| ------------ | ---------------- | --------------- | ----- |
| 1.           | Run This Town    | Lucy Hale       | 3:55  |
| 2.           | Bless Myself     | Lucy Hale       | 3:41  |
| 3.           | Make You Believe | Lucy Hale       | 3:31  |
| 4.           | Knockin          | Freddie Stroma  | 2:59  |
| 5.           | Extra Ordinary   | Lucy Hale       | 3:00  |
| 6.           | Oh Mere Dilruba  | Manu Narayan    | 3:24  |
| 7.           | Possibilities    | Freddie Stroma  | 3:13  |
| 8.           | Twisted Serenade | Big Pain Ticket | 2:26  |
| 9.           | Knockin          | Oral Majority   | 2:28  |
| 10.          | Crazy Girl       | The Co-Writes   | 2:56  |
| Gesamtlänge: | Gesamtlänge:     | Gesamtlänge:    | 31:31 |

| Nr. | Titel                      | Interpret      | Länge |
| --- | -------------------------- | -------------- | ----- |
| 1.  | Not My Color, Not My Size  | James Renald   | 3:56  |
| 2.  | I Ain’t Gonna Leap         | Missi Pyle     | 3:11  |
| 3.  | She’s Terrible             | Lucy Hale      | 3:36  |
| 4.  | Out Here                   | Oral Majority  | 2:02  |
| 5.  | Party All Night            | Fablo Legarda  | 3:01  |
| 6.  | I Love the Way You Love Me | Crazy Girl     | 3:30  |
| 7.  | Ramon’s Jam                | Ramon Stagnaro | 3:20  |
| 8.  | Caribbean Girl             | Fablo Legarda  | 2:20  |
| 9.  | Make You Believe           | Missi Pyle     | 2:28  |

## Kritiken
„Es ist die dritte zuckersüße Musical-Film-Version des Märchen-Klassikers. Die Hauptdarsteller und die wie immer perfekt arrangierten Sing- und Tanznummern dürften Erfolgsgaranten beim Zielpublikum sein.“